# Veganstvo
Veganstvo je v širši družbeni sredini pogosto razumljeno kot tip prehrane, ki izključuje meso, mleko, jajca in med, toda to pojmovanje je netočno, kajti opisan način prehrane (torej ''veganska prehrana'') je zgolj posledica veganske perspektive oziroma gledišča, ki ga posameznik zavzame do soljudi, živali in okolja. ''Vegansko gledišče'' pomeni, da se posameznik izogiba namernemu povzročanju trpljenja kateremukoli živemu bitju in iz pozicije ''Jaz'' prestopi v pozicijo ''Drugi'', kar pomeni, da ne razmišlja o tem, kako se on sam počuti ob npr. uživanju hrane živalskega izvora, temveč kako se je počutila žival, ki je za to hrano dala življenje ali bila trpinčena. Gledajoč s te pozicije vegan ne želi podpirati trpljenja, mučenja ali kakršnegakoli izkoriščanja živali za prehrano, oblačila, zabavo ali katerikoli drug namen, Uradna definicija veganstva je sledeča: 
»[Veganstvo je] filozofija in način življenja, ki, v kolikor je mogoče in izvedljivo, stremi k izključevanju vseh oblik krutosti in izkoriščanja živali za hrano, oblačila ali katerikoli drugi namen, hkrati pa promovira razvoj in uporabo "brez-živalskih" (oz. "animal-free'') alternativ v dobro ljudi, živali in okolja. V okviru prehrane pomeni izogibanje vsem produktom, ki se jih v celoti ali delno pridobiva od živali.«

## Izvor
Veganstvo je praksa, da se vzdržijo uporabe živalskih proizvodov, zlasti v prehrani, in s tem povezano filozofijo, ki zavrača blagovni status živali. Sledilec prehrane ali filozofija je znan kot vegan. [c] Razlikovati je mogoče med več kategorijami veganstva. Prehranski vegani (ali strogi vegetarijanci) se vzdržijo uživanja živalskih proizvodov, ne samo mesa, ampak tudi jajc, mlečnih izdelkov in drugih snovi, pridobljenih iz živali [d] Izraz etični vegan se pogosto uporablja za tiste, ki ne sledijo samo veganski prehrani, temveč tudi podaljšajo filozofijo na druga področja svojega življenja in nasprotujejo uporabi živali za kakršen koli namen. [e] Drug izraz je okoljsko veganstvo, ki se nanaša na izogibanje živalskim proizvodom ob predpostavki, da je industrijsko gojenje živali okoljsko škodljivo in nevzdržno.
Za veganske prehrane velja, da so primerne za vse življenjske faze, vključno z otroštvom in nosečnostjo, s strani Ameriške akademije prehrane in dietetike, […] iz Kanade in Britanskega dietetičnega združenja. Nemško združenje za prehrano ne priporoča veganske prehrane za otroke ali mladostnike ali med nosečnostjo in dojenjem, veganska prehrana pa je večja pri prehranskih vlaknih, magneziju, folni kislini, vitaminu C, vitaminu E, železu in fitokemikalijah; in manj v prehranski energiji, nasičenih maščobah, holesterolu, dolgotrajnih omega-3 maščobnih kislinah, vitamina D, kalcija, cinka in vitamina B12. Neuravnotežena veganska prehrana lahko vodi do prehranskih pomanjkljivosti, ki izničijo vse koristne učinke in lahko povzročijo škodljive učinke. resne zdravstvene težave. [27] [28] [29] Nekatere od teh pomanjkljivosti je mogoče preprečiti le z izbiro obogatenih živil ali z rednim vnosom prehranskih dopolnil. [27] [30] Dodatek vitamina B12 je še posebej pomemben, ker njegova pomanjkljivost povzroča krvne motnje in potencialno ireverzibilno nevrološko okvaro.
Donald Watson je skoval izraz vegan leta 1944, ko je soustanovil Vegansko društvo v Angliji. Sprva ga je uporabil, da bi označil "ne-mlečne vegetarijance", od leta 1951 pa ga je družba opredelila kot "doktrino, da mora človek živeti brez izkoriščanja živali". [33] V letu 2010 se je povečalo zanimanje za veganstvo [34] [35], zlasti v drugi polovici leta [35]. Odprtih je bilo več veganskih trgovin in veganske možnosti so postale vse bolj dostopne v supermarketih in restavracijah v mnogih državah.

## Vegetarijanska etimologija
Izraz "vegetarijanec" se že od leta 1839 uporablja za označevanje tega, kar je bilo prej opisano kot rastlinski režim ali prehrana. Sodobni slovarji, ki temeljijo na znanstvenih lingvističnih načelih, pojasnjujejo njegov izvor kot nepravilno sestavino zelenjave in pripono -arijansko (v smislu "podpornik, vernik" kot v humanitarnem). Najstarejša pisna uporaba je pripisana igralka, pisateljica in abolicionistka Fanny Kemble, v njenem časopisu Journal of a Residence na gruzijskem nasadu v letih 1838–1839.

## Zgodovina
To prakso je mogoče zaslediti v civilizaciji doline Inda v 3300–1300 pr. Kr. V indijski podcelini, zlasti v severni in zahodni Indiji ter v Pakistanu. V začetku vegetarijanci so bili indijski filozofi, kot so Mahavira in Acharya Kundakunda, tamilski pesnik Valluvar, indijski cesarji Chandragupta Maurya in Ashoka; Grški filozofi, kot so Empedokles, Teofrast, Plutarh, Plotin in Porfir; in rimski pesnik Ovid in pesnikinja Seneka Mlajša. Grški modrec Pitagora je zagovarjal zgodnjo obliko strogega vegetarijanstva, vendar je njegovo življenje tako nejasno, da je sporno, ali je kdajkoli zagovarjal kakršno koli obliko vegetarijanstva. [49] Skoraj gotovo je svojim sledilcem prepovedal jesti fižol in nositi volnena oblačila. Eudoks iz Cnida, učenec Arhite in Platona, piše, da se je "Pitagora odlikovala s tako čistostjo in se je tako izognila ubijanju in morilcem, da se ni le vzdržal živalske hrane, temveč je celo ostal oddaljen od kuharjev in lovcev". Eden od prvih znanih veganov je bil arabski pesnik al-Mariarri (ok. 973-c. 1057). Njihovi argumenti so temeljili na zdravju, transmigraciji duš, dobrem počutju živali in pogledu, ki ga je podprla Porfir v De Abstinentia ab Esu Animalium ("O vzdržanju živalske hrane", c.268 - c. 270) - da če ljudje zaslužijo pravičnost, potem velja tudi za živali.

### Razvoj v 19. stoletju
Vegetarijanstvo se je uveljavilo kot pomembno gibanje v Angliji in Združenih državah v 19. stoletju. Manjšina vegetarijancev se je v celoti izogibala živalski hrani. Leta 1813 je pesnik Percy Bysshe Shelley objavil Vindication of Natural Diet, ki zagovarja "abstinenco od živalske hrane in alkoholnih pijač", leta 1815 pa je William Lambe, londonski zdravnik, trdil, da lahko njegova "prehrana z vodo in zelenjavo" zdravi vse od tuberkulozo proti aknam. Lambe je živalsko hrano imenovala "običajno draženje" in trdila, da so "prehranjevanje z mlekom in uživanje mesa samo veje skupnega sistema in da morajo stati ali padati skupaj". Sylvester Grahamova brezmesna Grahamova prehrana - večinoma sadje, zelenjava, voda in kruh, ki je bila doma z moko iz kamna, je postala priljubljena kot zdravilno sredstvo v tridesetih letih prejšnjega stoletja v Združenih državah. V tem času je bilo ustanovljenih več veganskih skupnosti. V Massachusettsu je Amos Bronson Alcott, oče romanopisca Louise May Alcott, leta 1834 odprl tempeljsko šolo, leta 1844 pa Fruitlands, in v Angliji je James Pierrepont Greaves ustanovil Concordium, vegansko skupnost v Alcott House na Ham Common, leta 1838.

### Vegetarijansko društvo
Leta 1843 so člani hiše Alcott ustanovili britansko in tujo družbo za promocijo človeštva in abstinence od živalske hrane, ki jo je vodila Sophia Chichester, bogata dobrotnica hiše Alcott. Alcott House je pomagal ustanoviti tudi Združeno kraljestvo za vegetarijanstvo, ki se je prvič sestalo leta 1847 v mestu Ramsgate, Kent. The Medical Times in Gazette v Londonu sta poročala leta 1884:
Obstajata dve vrsti vegetarijancev - ena je skrajna oblika, katere člani ne jedo nobene živalske hrane; in manj ekstremna sekta, ki ne nasprotuje jajcem, mleku ali ribam. Vegetarijansko društvo ... spada v drugo bolj zmerno delitev.
Članek v reviji Društva, Vegetarian Messenger, leta 1851 je razpravljal o alternativah za obutev, ki nakazuje prisotnost veganov v članstvu, ki je v celoti zavrnila uporabo živali, ne le v prehrani. Z objavo razprave Henryja Salta za vegetarijanstvo in druge eseje iz leta 1886 trdi, da »je povsem res, da večina, ne vsi, reformatorji hrane v svojo prehrano priznavajo živalsko hrano, kot so mleko, maslo, sir in jajca. Prva znana veganska kuharska knjiga, Rupertova H. Wheldonova živalska hrana: dva eseja in 100 receptov, je bila objavljena v Londonu leta 1910. Potrošnja mleka in jajc je postala bojno polje v naslednjih desetletjih. O tem so se redno pogovarjale v Vegetarian Messengerju; iz strani korespondence je videti, da je veliko nasprotnikov veganstva prišlo od vegetarijancev.
Med obiskom Londona leta 1931 je Mahatma Gandhi, ki se je pridružil izvršnemu odboru vegetarijanskega društva, ko je živel v Londonu od leta 1888 do 1891, govoril v društvu, pri čemer je trdil, da bi moral spodbujati prehrano brez mesa kot moralno in ne zdravstveno vprašanje. Lakto-vegetarijanci so priznali etično doslednost veganskega položaja, vendar so vegansko prehrano ocenili kot neizvedljivo in so bili zaskrbljeni, da bi lahko bila ovira za širjenje vegetarijanstva, če bi se vegani izkazali kot nezmožni sodelovati v družbenih krogih, kjer ni na voljo živalske hrane. To je postalo prevladujoči pogled na vegetarijansko družbo, ki je leta 1935 izjavila: "Lakto-vegetarijanci na splošno ne branijo prakse uživanja mlečnih izdelkov, razen na podlagi primernosti."

### Veganska etimologija (1944)
Avgusta 1944 je več članov Vegetarijanske družbe zahtevalo, da se del njegovega glasila posveti nemarnemu vegetarijanstvu. Ko je bila zahteva zavrnjena, je Donald Watson, tajnik podružnice v Leicesteru, novembra 1944 oblikoval novo četrtletno glasilo po ceni tuppence. [7] Imenoval ga je Veganske novice. Izbral je besedo sam vegan, ki temelji na "prvih treh in zadnjih dveh črkah" vegetarijanske ", ker je v besedah gospoda Watsona označil" začetek in konec vegetarijanca ", [7] [70] pa je vprašal bralce. če bi lahko pomislili na kaj boljšega od veganskega, da bi se zavzeli za "ne-mlečne vegetarijance". Predlagali so allvego, neo-vegetarijansko, dairyban, vitan, benevore, sanivores in beaumangeur. [7] [71]
Prva izdaja je pritegnila več kot 100 dopisov, med njimi tudi od Georgea Bernarda Shawa, ki je odločil, da se odreče jajcem in mlekarni [8]. Novo vegansko društvo se je prvič sestalo v začetku novembra v Attic Clubu, 144 High Holborn, London. Prisotni so bili Donald Watson, Elsie B. Shrigley, Fay K. Henderson, Alfred Hy Haffenden, Paul Spencer in Bernard Drake, pri opazovanju gospe Pataleewa (Barbara Moore, rusko-britanskega inženirja). Svetovni dan veganov poteka vsak 1. november za ustanovitev društva, mesec november pa je po mnenju Društva svetovni veganski mesec. [73]
Novembra 1945 je Veganska novica spremenila svoje ime v Vegan, do takrat pa je imela 500 naročnikov. [74] Objavila je recepte in "veganski trgovinski seznam" živalskih izdelkov, kot so zobna pasta Colgate, krema za čevlje Kiwi, pisalne potrebščine Dawson & Owen in Gloy lepilo. [75] Pojavile so se veganske knjige, vključno s Veganskimi recepti Fay K. Henderson in Aids to a Vegan Diet za otroke, Kathleen V. Mayo. [76]
Vegansko društvo je kmalu pojasnilo, da zavrača uporabo živali za kakršen koli namen, ne le v prehrani. Leta 1947 je Watson zapisal: "Vegan se odpoveduje kot vraževernost, da je človeško življenje odvisno od izkoriščanja teh bitij, katerih občutki so enaki kot naši ...". Na naslovnici Veganske naslovnice je od leta 1948 zapisano: "Zagovarjanje življenja brez izkoriščanja", leta 1951 pa je Društvo objavilo svojo opredelitev veganstva kot "doktrino, da mora človek živeti brez izkoriščanja živali". [77] [78] Leta 1956 je njen podpredsednik Leslie Cross ustanovil Društvo Plantmilk; leta 1965, kot Plantmilk Ltd in kasneje Plamil Foods, je začela s proizvodnjo enega od prvih široko porazdeljenih sojinih mlek v zahodnem svetu. [79]
Prvo vegansko družbo v Združenih državah je leta 1948 ustanovila Catherine Nimmo in Rubin Abramowitz iz Kalifornije, ki sta distribuirala Watsonovo glasilo. [80] [81] Leta 1960 je H. Jay Dinshah ustanovil American Vegan Society (AVS), ki povezuje veganstvo s konceptom ahimsa, "neškodljivo" v sanskrtu. [81] [82] [83] Po besedah Joanne Stepaniak je bila beseda vegan prvič neodvisno objavljena leta 1962 z Oxfordskim ilustriranim slovarjem, opredeljenim kot "vegetarijanec, ki ne poje masla, jajc, sira ali mleka". [84]

## Vse večje zanimanje

### Alternativni prehrambeni premiki
V šestdesetih in sedemdesetih letih prejšnjega stoletja se je gibanje vegetarijanske hrane pojavilo kot del protikulture v Združenih državah, ki se je osredotočila na skrb za prehrano, okolje in nezaupanje pri proizvajalcih hrane, kar je vodilo do vedno večjega zanimanja za ekološko vrtnarstvo. [85] ] Ena najbolj vplivnih vegetarijanskih knjig v tistem času je bilo besedilo Frances Moore Lappé iz leta 1971, Diet for a Small Planet. [87] Prodala je več kot tri milijone izvodov in predlagala, da se "dvigne z vrha prehranjevalne verige". [88]
V naslednjih desetletjih je skupina znanstvenikov in zdravnikov v Združenih državah izvedla raziskave, med katerimi so bili zdravniki Dean Ornish, Caldwell Esselstyn, Neal D. Barnard, John A. McDougall, Michael Greger in biokemik T. Colin Campbell, ki so trdili, da temelji prehrane o živalskih maščobah in živalskih beljakovinah, kot je na primer vzhodna vzorčna prehrana, škodljivo za zdravje. [89] Izdelali so vrsto knjig, ki priporočajo vegetarijanske ali vegetarijanske prehrane, vključno z McDougallovim načrtom McDougall (1983), Dieto Johna Robbinsa za novo Ameriko (1987), ki je povezovala prehranjevanje z mesom z okoljsko škodo, in program dr. Bolezen (1990). [90] Leta 2003 sta dve pomembni severnoameriški združbi dietetikov pokazali, da so dobro načrtovane veganske prehrane primerne za vse življenjske faze. [91] Sledili so filmi Earthlings (2005), Campbell's The China Study (2005), Rory Freedman in Skinny Bitch Kim Barnouin (2005), Jonatan Safran Foer's Eating Animals (2009) in film Forks over Knives (2011). 92]
V osemdesetih letih prejšnjega stoletja je veganstvo postalo povezano s punk subkulturo in ideologijami, še posebej ravnim hardcore punkom v Združenih državah, [93] in anarcho-punkom v Združenem kraljestvu. [94] To združenje se nadaljuje v 21. stoletje, kar je razvidno iz pomena veganskih punk dogodkov, kot je Fluff Fest v Evropi. [95] [96]

### V mainstream (2010-ih)
Glej tudi: 2010s v hrani in seznam veganov
Statistika strani z Wikipedijinim ogledom strani infographic
Zanimanje za veganstvo v letu 2010 se je odražalo v Wikipediji, kjer so veganske strani dobile več pogledov kot vegetarijanske. [97]
Veganska prehrana je postala vse bolj osredotočena v letih 2010, [34] [35] [98] zlasti v drugi polovici leta [35] [99]. The Economist je leto 2019 razglasil za "leto veganov". [100] Evropski parlament je opredelil pomen veganov za oznake na živilih leta 2010, ki velja od leta 2015. [101] V verigi restavracij so začeli označevati veganske izdelke v svojih menijih in supermarketi so izboljšali izbor veganske predelane hrane. [102] Angleški Wikipedijski članek o veganstvu je bil avgusta 2009 pregledan 73.000 krat, avgusta 2013 pa 145.000 krat; članke o veganizmu so v tem obdobju obravnavali bolj kot članke o vegetarijanstvu v angleški, francoski, nemški, portugalski, ruski in španski Wikipediji. [97] V letu 2016 se je Google iskal po veganih za 90 odstotkov, kar je za 32 odstotkov več kot leto prej. [103]
Globalna mock-meso
med letoma 2005 in 2010 [104] in v ZDA za 8 odstotkov med letoma 2012 in 2015, na 553 milijonov dolarjev na leto. [105] Vegetarijanski mesar (De Vegetarische Slager), prva znana vegetarijanska mesarska trgovina, ki prodaja mock meso, je bila na Nizozemskem odprta leta 2010 [104] [106], medtem ko se je prvi veganski mesar v Ameriki, rastlinojedni mesar, odprl leta 2016 v Minneapolisu. 105] [107] Do leta 2016 je štirideset in devet odstotkov Američanov pitje rastlinskega mleka, 91 odstotkov pa jih je še vedno pilo mleko. V Združenem kraljestvu se je trg rastlinskega mleka v dveh letih povečal za 155 odstotkov, in sicer s 36 milijonov litrov (63 milijonov imperialnih pintov) v letu 2011 na 92 milijonov (162 milijonov imperialnih litrov) leta 2013. [109] V obdobju 2012–2016 se je število novih veganskih izdelkov povečalo za 185% [99]. Leta 2011 so se prvi nemški veganski supermarketi pojavili v Nemčiji: Vegilicious v Dortmundu in Veganz v Berlinu. [110] [111]
Veganstvo se je v Hongkongu in na Kitajskem povečalo, zlasti med tisočletji. [112] Ocenjuje se, da se bo kitajski veganski trg povečal za več kot 17 odstotkov med letoma 2015 in 2020 [112] [113], ki naj bi bila "najhitrejša mednarodna rast v tem obdobju" [112]. To presega načrtovano rast na drugem in tretjem najhitreje rastočem veganskem trgu na mednarodni ravni v istem obdobju, v Združenih arabskih emiratih (10,6%) in v Avstraliji (9,6%). [113] [114] Od leta 2016 je največji delež veganskih potrošnikov po vsem svetu trenutno v azijsko-pacifiški regiji, pri čemer je devet odstotkov ljudi po veganski prehrani.
V boj proti podobi samopovzročenosti, ki so ga projicirali veganski ravni robovi in aktivisti za pravice živali, je veganstvo promovirano kot glamurozno; v letu 2015, urednik Yahoo! Hrana je izjavila, da je postala "stvar". [115] Znane osebnosti, športniki in politiki so sprejeli veganske prehrane - nekatere resno, nekatere s krajšim delovnim časom. [116] Ideja o "flexi-veganu" je dobila valuto: New York Times-ov kolumnist Mark Bittman je v VB6 (2013) priporočil uživanje veganske hrane do 18. ure. [111] Leta 2013 je Oktoberfest v Münchnu, tradicionalno meso težka afera, prvič ponudil veganske jedi v svoji 200-letni zgodovini. [117]
Kritiki veganstva so postavili pod vprašaj evolucijsko legitimnost in zdravstvene učinke veganske prehrane ter opozorili na dolgoletne filozofske tradicije, po katerih so ljudje boljši od drugih živali [118]. Slavni kuhar Anthony Bourdain je leta 2000 zapisal, da so "[in] evgetarji in njihove hezbolahske frakcije, vegani, vztrajno dražeči za vsakega kuharja vrednega hudiča" [119]. Več vegetarijanskih pisateljev je trdilo, da so omejitve veganskega načina življenja nepraktične in da je vegetarijanstvo boljši cilj. [120] [121] [122] [123]

## Veganstvo po državah
- Avstralija: Avstralci so med sredino leta 2015 in sredino leta 2016 dosegli Googlovo iskanje po besedi "vegan" po vsem svetu. [124] Študija Euromonitor International je zaključila, da se bo trg za pakirano vegansko hrano v Avstraliji povečal za 9,6% na leto med letoma 2015 in 2020, s čimer bo Avstralija postala tretji najhitreje rastoči veganski trg za Kitajsko in Združenimi arabskimi emirati. [113] [114]
- Avstrija: Leta 2013 je Kurier ocenil, da je 0,5 odstotka Avstrijcev prakticiralo veganstvo, v prestolnici Dunaj pa 0,7 odstotka. [125]
- Belgija: Spletna raziskava iVOX iz leta 2016 je pokazala, da je od 1000 prebivalcev, ki govorijo nizozemsko, v Flandriji in Bruslju, starih 18 let in več, 0,3 odstotka veganov. [126]
- Kanada: leta 2018 je bilo v eni raziskavi ocenjeno, da se 2,1 odstotka odraslih Kanadčanov opredeljuje za vegane. [127]
- Nemčija: Od leta 2016 so podatki pokazali, da so se ljudje po veganski prehrani v Nemčiji gibali med 0,1 % in 1 % prebivalstva (med 81 000 in 810 000 oseb). [26]
- Indija: V Nacionalni zdravstveni anketi 2005–2006 je 1,6% anketiranih prebivalcev poročalo, da nikoli ne jemljejo živalskih proizvodov. Veganstvo je bilo najpogostejše v državah Gujarat (4,9%) in Maharaštri (4,0 %). [128]
- Izrael: Pet odstotkov (približno 300.000) v Izraelu je izjavilo, da so bili vegani leta 2014, zaradi česar je najvišja populacija veganov na prebivalca na svetu [129]. Raziskava iz leta 2015, ki so jo izvedli Globes in Izraelski kanal 2, je pokazala, da je bilo 5% Izraelcev veganskih. [130] Veganstvo se je povečalo med izraelskimi Arabci. [131] Izraelska vojska je leta 2015 pripravila posebne določbe za veganske vojake, ki so vključevali zagotavljanje usnjenih čevljev in beretk brez volne. [132]
- Italija: Po poročanju, da je od leta 2015 med 0,6 in 3 odstotki Italijanov vegan. [133]
- Nizozemska: Nizozemsko združenje za veganstvo (Nederlandse Vereniging voor Veganisme) je leta 2018 ocenilo, da je na podlagi rasti članstva več kot 100.000 nizozemskih veganov (0,59 odstotka) [134].
- Romunija: Spremljevalci Romunske pravoslavne cerkve se v več obdobjih po cerkvenem koledarju držijo hitro večina leta. V romunski pravoslavni tradiciji se bhakte vzdržijo jesti vse živalske proizvodečas. Zato so veganska živila bogata v trgovinah in restavracijah; Romuni pa morda niso seznanjeni z vegansko prehrano kot s polnim delovnim časom izbira. [135]
- Švedska: Štirje odstotki so izjavili, da so vegani v raziskavi Demoskop iz leta 2014. [136]
- Švica: Vegansko društvo Švica (Vegane Gesellschaft Schweiz) je leta 2016 ocenilo, da je bil odstotek prebivalstva vegan. [137]
- Združeno kraljestvo: V Združenem kraljestvu, kjer je trg tofuja in mock-mesa v letu 2012 znašal 786,5 milijona funtov, sta dva odstotka izjavila, da sta veganska v vladni anketi leta 2007. [138] Študija Ipsos MORI za leto 2016, ki jo je naročila družba Vegan in je raziskala skoraj 10.000 ljudi, starih 15 let ali več, v Angliji, na Škotskem in v Walesu, je ugotovila, da je 1,05 odstotka veganov; Veganska družba ocenjuje, da 542.000 v Združenem kraljestvu sledi veganski prehrani. [139] Glede na raziskavo iz leta 2018, ki jo je izvedel Comparethemarket.com, se je število ljudi, ki se v Združenem kraljestvu identificirajo kot vegani, povečalo na več kot 3,5 milijona, kar je približno sedem odstotkov prebivalstva, in okoljska vprašanja so bila glavni dejavnik tega razvoja. 140] Vendar pa je bil ta napihnjen podatek dvignil britanski Vegan Society, ki izvaja svoje redne raziskave: Vegansko društvo je leta 2018 ugotovilo, da je v Veliki Britaniji 600.000 veganov (1.16%), kar je dramatično povečanje. prejšnje številke. [141] [142]
- Združene države: Ocene veganov v ZDA se razlikujejo od 2% (Gallup, 2012) [143] do 0,5% (Faunalytics, 2014). Po mnenju slednjega je 70% tistih, ki so sprejeli vegansko prehrano, opustili. [144] Poročilo podjetja GlobalData o najboljših trendih v pripravljenih živilih za leto 2017 ocenjuje, da "6% ameriških potrošnikov zdaj trdi, da so vegani, v primerjavi s samo 1% leta 2014". [145]

## Živalski proizvodi

### Izogibanje
Vegani ne jedo govedine, svinjine, perutnine, kokoši, divjadi, živalskih morskih sadežev, jajc, mlečnih izdelkov ali drugih živalskih proizvodov. Prehranski vegani bi lahko uporabljali živalske proizvode v oblačilih (kot usnje, volna in svila), toaletnih izdelkih in podobno. Etično veganstvo se ne nanaša samo na živilska vprašanja, temveč tudi na nošenje ali uporabo živalskih proizvodov, in zavrača komodifikacijo živali [20]: 62 British Vegan Society bo izdelek potrdil le, če je brez živalske vpletenosti kot kolikor je mogoče in praktično, vključno s preskusi na živalih, [146] [147] [148], vendar "priznava, da ni vedno mogoče izbrati, da bi se izognili uporabi živali" [149], vprašanje, ki je bilo poudarjeno leta 2016 ko je postalo znano, da je novo uvedena britanska funta vsebovala loj. [150] [151]
Pomembna skrb so primeri zdravil, ki se rutinsko testirajo na živalih, da se zagotovi njihova učinkovitost in varnost [152], lahko pa vsebujejo tudi živalske sestavine, kot so laktoza, želatina ali stearati. [149] Morda ni alternativ predpisanim zdravilom ali pa so te alternative neprimerne, manj učinkovite ali imajo več neželenih stranskih učinkov. [149] Eksperimentiranje z laboratorijskimi živalmi se uporablja tudi za ocenjevanje varnosti cepiv, aditivov za živila, kozmetike, gospodinjskih izdelkov, kemikalij na delovnem mestu in mnogih drugih snovi. [153]
Filozof Gary Steiner trdi, da ni mogoče biti popolnoma vegan, ker so uporaba živali in izdelki "globoko in neopazno vtkana v tkivo človeške družbe". [154] V skupni rabi so živalski proizvodi: beljakovine, alantoin, čebelji vosek, kri, kostni porcelan, karmin, kazein, kastoreum, kohilin, elastin, emu olje, želatina, med, isinglass, keratin, mlečna kislina, lanolin, mast, keratin, mlečna kislina, lanolin, svinjska mast, sirat, retinola, šelaka, skvalena, loja (vključno z natrijevim tallowatom), sirotke in rumene maščobe. Nekatere od teh so kemične spojine, ki se lahko pridobijo iz živalskih proizvodov, rastlin ali petrokemikalij. Alantoin, mlečna kislina, retinol in skvalen so lahko npr. Veganski. Ti izdelki in njihov izvor niso vedno vključeni v seznam sestavin. [155] Zelenjava, tudi iz ekoloških kmetij, lahko uporablja živalski gnoj; "veganska" zelenjava uporablja samo rastlinski kompost. [156]
Nekateri vegani ne bodo kupovali volnenih skakalcev, svilenih rut, usnjenih čevljev, posteljnine, ki vsebuje gosje perje ali račje perje, bisernega nakita, školjk, navadnega mila (običajno iz živalskih maščob) ali kozmetičnih izdelkov, ki vsebujejo živalske proizvode. Izogibajo se določenim cepivom; Cepivo proti gripi, na primer, se običajno goji v jajcih kokoši, čeprav je učinkovita alternativa, Flublok, široko dostopna v ZDA. [157] Ne-veganske predmete, ki so jih pridobili, preden so postali vegani, bi lahko podarili v dobrodelne namene ali jih uporabili, dokler ne bodo obrabljeni. Nekatera veganska oblačila, zlasti usnjene alternative, so narejena iz proizvodov na osnovi nafte, kar je sprožilo kritike zaradi okoljske škode, ki je nastala pri njihovi proizvodnji [158].

### Jajca in mlečni izdelki
Glavna razlika med vegansko in vegetarijansko prehrano je, da vegani izključujejo mlečne izdelke in jajca. Etični vegani se jim izogibajo ob predpostavki, da njihova proizvodnja povzroča trpljenje živali in prezgodnjo smrt. Pri proizvodnji jajc je večina moških piščancev izločena, ker ne odlagajo jajc. [159] Za pridobivanje mleka iz krav molznic so krave noseče, da bi spodbudile laktacijo; doječejo tri do sedem let, nato pa jih zakoljejo. Ženske teleta se lahko ločijo od mater v 24 urah po rojstvu in se hranijo z mlečnim nadomestkom, da ohranijo kravje mleko za prehrano ljudi. Moški teleta se zakoljejo ob rojstvu, pošljejo za proizvodnjo teletine ali gojijo za goveje meso. [160] [161]

### Med in svila
Veganske skupine se ne strinjajo s proizvodi žuželk. [162] Niti Veganska družba niti Ameriška veganska družba ne menita, da so med, svila in drugi proizvodi za žuželke primerni za vegane. [163] [148] Produkte žuželk je mogoče opredeliti veliko širše, saj se za opraševanje približno 100 različnih živilskih kultur uporabljajo komercialne čebele. [162]

### Hrana za hišne ljubljenčke
Zaradi okoljskega vpliva mesa na osnovi hrane za hišne živali [164] [165] in etičnih problemov, ki jih ima za vegane, [166] [167] nekateri vegani razširjajo svojo filozofijo, da bi vključili prehrano hišnih živali. [165] [168] [169] [170] To še posebej velja za udomačene mačke [171] in pse [172], za katere je veganska hrana za hišne živali dostopna in prehransko popolna, [165] [168] [169] kot je Vegepet. Vendar pa je bila ta praksa izpolnjena s previdnostjo in kritikami, še posebej v zvezi s prehrano veganskih mačk, ker so bili felidi obvezni mesojedci. [167] [168] [173] Poleg tega, čeprav so prehransko popolne prehrane za hišne živali veganske živali primerljive z mesnimi za mačke in pse, [174] od avgusta 2015 številne komercialne blagovne znamke veganskih hranil ne izpolnjujejo predpisov Združenja ameriških uradnikov za nadzor krme (AAFCO) glede prehranske ustreznosti [175]

## Veganska prehrana
Veganske prehrane temeljijo na žitaricah in drugih semenih, stročnicah (zlasti fižolu), sadju, zelenjavi, užitnih gobah in oreščkih. [176]

### Soja
Brezmesni proizvodi na osnovi soje (tofu) ali seitana na osnovi pšenice so viri rastlinskih beljakovin, običajno v obliki vegetarijanskih klobas, mleta in veggijevskih burgerjev. [177]
Sojine jedi so osnovna sestavina veganske prehrane, saj je soja popolna beljakovina; da ima vse esencialne aminokisline za ljudi in se lahko v celoti zanese na vnos beljakovin. [l] Najpogosteje se zaužije v obliki sojinega mleka in tofua (fižol skuta), ki je sojino mleko zmešano s koagulantom. Tofu je na voljo v različnih teksturah, odvisno od vsebnosti vode, od trdnega, srednje trdnega in dodatnega čvrstega blaga za enolončnice in mešanice do mehkega ali svilenega za solatne preliva, sladice in napitke. Soja se jede tudi v obliki tempeha in teksturirane rastlinske beljakovine (TVP); znan tudi kot teksturirana sojina beljakovina (TSP), ki se pogosto uporablja v omakah za testenine. [179]

### Rastlinsko mleko, sir, majoneza
Wikimedia Commons ima medije, povezane z rastlinskim mlekom.
Prehranska vsebnost kravjega, sojinega in mandljevega mleka
Rastlinsko mleko, kot so sojino mleko, mandljevo mleko, zrnjeno mleko (ovseno mleko, laneno mleko in riževo mleko), mleko iz konoplje in kokosovo mleko, se uporabljajo namesto kravjega ali kozjega mleka. 7 g ()oz) beljakovin na skodelico (240 ml ali 8 fl oz), v primerjavi z 8 g (2 / 7oz) beljakovin na skodelico kravjega mleka. Mandljevo mleko je nižje v prehranski energiji, ogljikovih hidratih in beljakovinah. Sojino mleko se ne sme uporabljati kot nadomestilo za materino mleko za dojenčke. Dojenčki, ki se ne dojijo, se lahko hranijo s komercialno formulo za dojenčke, ki običajno temelji na kravjem mleku ali soji. Slednji je znan kot formula za dojenčke na osnovi soje ali SBIF. [185] [186]
Maslo in margarino je mogoče nadomestiti z nadomestnimi veganskimi proizvodi. [187] Veganski siri so narejeni iz semen, kot so sezam in sončnica; oreški, kot so indijski oreški, [82] borov oreh in mandeljni, [189] in soja, kokosovo olje, prehranski kvas, tapioka [190] in riž, med drugim; in lahko podvoji topljenje mlečnega sira. Prehranski kvas je običajen nadomestek za okus sira v veganskih receptih. [187] Nadomestke za sir se lahko proizvajajo doma, tudi iz oreškov, kot so orehi. [188]

### Zamenjave jajc
Komercialni nadomestki jajc so na voljo za kuhanje in peko. Beljakovina v jajcih se zgosti, ko se segreje, in poveže druge sestavine skupaj. [191] Za palačinke namesto jajc lahko uporabite žlico pecilnega praška. [187] Lahko se uporablja tudi svilen (mehki) tofu in pire krompir. Aquafaba iz čičerke se lahko uporablja kot zamenjava jajc in se premeša kot beljaki. [192] Druga alternativa jajc v pecivo je banana. Pol banane nadomešča jajce. [193]

### Surovo veganstvo
Surovo veganstvo, ki združuje veganstvo in surovo hrano, izključuje vse živalske proizvode in hrano, kuhano nad 48 °C. V surovi veganski prehrani spadajo zelenjava, sadje, oreški, zrnje in kalčki, semena in morska zelenjava. Obstaja veliko različic prehrane, vključno s fruitarizmom. [194]

### Hranilne snovi

#### Beljakovine
Beljakovine so sestavljene iz aminokislin. Vegani pridobivajo vse svoje beljakovine iz rastlin, vsejedi so običajno tretji, in ovo-lacto vegetarijanci polovica. [195] Viri rastlinskih beljakovin vključujejo stročnice, kot so sojina zrna (porabljena kot tofu, tempeh, teksturirana rastlinska beljakovina, sojino mleko in edamame), grah, arašidi, črni fižol in čičerika (slednja se pogosto jede kot hummus); žita, kot so kvinoja, rjavi riž, koruza, ječmen, bulgur in pšenica (slednji so jedli kot kruh in seitan); in oreški in semena. Kombinacije, ki vsebujejo velike količine vseh esencialnih aminokislin, vključujejo riž in fižol, koruzo in fižol, humum in celoto pšenico.
Soja in quinoa sta znani kot popolni proteini, ker vsak vsebuje vse esencialne aminokisline v količinah, ki izpolnjujejo ali presegajo človeške zahteve. [197] Mangels et al. napišite, da bo uživanje priporočenega prehranskega dodatka (RDA) beljakovin - 0,8 g / kg (12 g / lb) telesne teže - v obliki soje, ustrezalo biološki zahtevi za aminokisline. [178] Leta 2012 je ameriško ministrstvo za kmetijstvo odločilo, da sojine beljakovine (tofu) lahko nadomestijo mesne beljakovine v programu nacionalnega šolskega kosila. [198]
Ameriško dietetično združenje je leta 2009 povedalo, da lahko različne rastlinske hrane, ki se uživajo v enem dnevu, zagotovijo vse bistvene aminokisline za zdrave odrasle osebe, kar pomeni, da v istem obroku ni nujno, da je treba združiti beljakovine. Mangels et al. napišite, da je malo razloga, da bi veganom svetovali, naj povečajo vnos beljakovin; toda na strani previdnosti priporočajo 25-odstotno povečanje vrednosti RDA za odrasle na 1 g / kg telesne teže. [200]

#### Vitamin B12
Tahini miso juha z rjavim rižem, repo, squashom, redkvijo in nori (užitne morske alge). Nori je bil naveden kot rastlinski vir B12 [201], vendar je Akademija za prehrano in dietetiko ustanovljena leta 2016, ki ni ustrezen vir tega vitamina. Vegani morajo uživati redno obogatena živila ali dodatke, ki vsebujejo B12. [30]
Vitamin B12 je bakterijski izdelek, ki je potreben za celično delitev, tvorbo in zorenje rdečih krvnih celic, sintezo DNK in normalno delovanje živcev. Pomanjkanje lahko povzroči megaloblastno anemijo in nevrološke poškodbe, in če se ne zdravi, lahko povzroči smrt. [31] [202] [n] Visoka vsebnost folacina v vegetarijanski prehrani lahko prikrije hematološke simptome pomanjkanja vitamina B12, zato lahko ostanejo neopaženi, dokler niso vidni nevrološki znaki v poznih fazah, ki so lahko nepopravljivi, kot so nevropsihiatrične nenormalnosti, nevropatija, demenca in občasno atrofija optičnih živcev. [23] [29] [204] Vegani včasih ne dobijo dovolj B12 iz svoje prehrane, ker med neobdelanimi živili samo živali živalskega izvora vsebujejo zadostne količine. [29] [204] [o] Najboljši vir hrane so prežvekovalci. Vegetarijanci so prav tako ogroženi, kot tudi starejši in osebe z določenimi bolezenskimi stanji. [206] [207] Študija iz leta 2013 je pokazala, da "vegetarijanci razvijejo pomanjkanje ali pomanjkanje B12 ne glede na demografske značilnosti, kraj bivanja, starost ali vrsto vegetarijanske prehrane. Vegani morajo sprejeti preventivne ukrepe za zagotovitev ustreznega vnosa tega vitamina, vključno z rednim uživanjem dodatkov, ki vsebujejo B12. "[p]
B12 v naravi proizvajajo le nekatere bakterije in arheje; ni ga izdelala nobena žival, gliva ali rastlina. [32] [209] [210] Sintetizirajo ga nekatere črevesne bakterije pri ljudeh in drugih živalih, vendar ljudje ne morejo absorbirati B12 v črevesju, saj se naredi v debelem črevesu, ki je predaleč od tankega črevesa, kjer pride do absorpcije B12. Prežvekovalci, kot so krave in ovce, absorbirajo B12 v bakterijah v črevesju. [32]
Živali shranjujejo vitamin B12 v jetrih in mišicah, nekatere pa prenašajo vitamin v jajca in mleko; meso, jetra, jajca in mleko so zato vir B12. [211] [212]
Predlagano je bilo, da so viri vitamina B12 nori (užitne morske alge), tempeh (fermentirana sojina hrana) in prehranski kvas. [201] [q] [214] [r] Leta 2016 je Akademija za prehrano in Dietiki so ugotovili, da nori, fermentirana živila (npr. Tempeh), spirulina, chlorella alga in neobdelani prehranski kvas niso ustrezni viri vitamina B12 in da morajo vegani uživati redno obogatena živila ali dodatke, ki vsebujejo B12. V nasprotnem primeru pomanjkanje vitamina B12kot se je pokazalo v študijah primerov veganskih dojenčkov, otrok in odraslih. [30]
Vitamin B12 se večinoma proizvaja z industrijsko fermentacijo različnih vrst bakterij, ki tvorijo oblike cianokobalamina, ki se nadalje predelujejo, da se ustvari sestavina, ki je vključena v prehranska dopolnila in obogatena živila. Sej Pseudomonas denitrificans se je najpogosteje uporabljal od leta 2017. [218] [219] Goji se v gojišču, ki vsebuje saharozo, ekstrakt kvasa in več kovinskih soli. Da bi povečali proizvodnjo vitamina, je dopolnjena s melaso iz sladkorne pese ali redkeje s holinom. Nekatere blagovne znamke dodatkov B12 so veganske. [202]

#### Kalcij
Veganski siri
Kalcij je potreben za vzdrževanje zdravja kosti in za številne presnovne funkcije, vključno z delovanjem mišic, krčenjem žil in vazodilatacijo, prenosom živcev, intracelularno signalizacijo in hormonsko sekrecijo. Devetindevetdeset odstotkov telesnega kalcija se shranjuje v kosteh in zobih. [220] [221] [222]: 35–74
Visoko kalcijeva živila lahko vključujejo obogateno rastlinsko mleko ali obogaten tofu. Rastlinski viri so brokoli, repa, bok choy, lističi in ohrovt; biološka uporabnost kalcija v špinači je slaba. [220] Vegani morajo zagotoviti, da uživajo dovolj vitamina D, ki je potreben za absorpcijo kalcija. [223]
Poročilo iz leta 2007, ki temelji na kohorti Oxforda v zvezi z Evropsko perspektivno raziskavo raka in prehrane, ki se je začela leta 1993, je pokazalo, da imajo vegani povečano tveganje za zlom kosti nad mesojedci in vegetarijanci, verjetno zaradi manjšega vnosa kalcija s hrano. Študija je pokazala, da imajo vegani, ki dnevno zaužijejo vsaj 525 mg (8 g) kalcija, tveganje za zlome, podobno kot pri drugih skupinah. [226] Študija iz leta 2009 je ugotovila, da je mineralna gostota kosti (BMD) veganov 94 odstotkov [227] [t]

#### Vitamin D
Vitamin D (kalciferol) je potreben za več funkcij, vključno s absorpcijo kalcija, ki omogoča mineralizacijo kosti in rast kosti. Brez nje lahko kosti postanejo tanke in krhke; skupaj s kalcijem nudi zaščito pred osteoporozo. Vitamin D nastaja v telesu, ko kožo zadenejo ultravijolični žarki sonca; izpostavljenost na prostem je potrebna, ker UVB sevanje ne prodre skozi steklo. Prisotna je v lososu, toni, skuši in jetrnem olju trske, z majhnimi količinami v siru, rumenjaku in goveji jetri ter v nekaterih gobah. [229]
Večina veganskih diet vsebuje malo ali nič vitamina D brez obogatene hrane. Ljudje z malo izpostavljenosti soncu potrebujejo dodatke. Obseg, do katerega je izpostavljenost soncu zadostna, je odvisen od sezone, dneva, kritja oblakov in smoga, vsebnosti melanina v koži in od tega, ali se uporablja zaščita pred soncem. Po podatkih Nacionalnega inštituta za zdravje lahko večina ljudi pridobi in shrani dovolj vitamina D iz sončne svetlobe spomladi, poleti in jeseni, tudi na skrajnem severu. Poročajo, da nekateri raziskovalci priporočajo 5–30 minut izpostavljenosti soncu brez zaščite pred soncem med 10. in 15. uro, vsaj dvakrat na teden. Podobno učinkuje tudi solarij, ki oddaja 2–6% UVB sevanja, čeprav strojenje ni priporočljivo. [229] [230]
Vitamin D ima dve obliki. Holekalciferol (vitamin D3) se sintetizira v koži po izpostavljenosti soncu ali zaužitju hrane, običajno iz živalskih virov. Ergokalciferol (vitamin D2) izvira iz ergosterola iz pečk ali kvasovk, izpostavljenih UV-žarkom, in je primeren za vegane. Kadar se vitamin D3 proizvaja industrijsko kot dopolnila, se običajno pridobi iz lanolina v ovčji volni. V provinci Cladina spp. Sta bili odkriti tako provitamini in vitamini D2 in D3. (zlasti Cladina rangiferina) [231] in te užitne lišaje požanjejo v divjini za proizvodnjo vitamina D3. [232] Študije v nasprotju so pokazale, da sta lahko obe obliki vitamina D bioekvivalentni ali ne. [233] Raziskovalci z Inštituta za medicino ugotavljajo, da razlike med vitamini D2 in D3 ne vplivajo na metabolizem, obe delujeta kot prohormoni, in kadar se aktivirajo, kažejo enake odzive v telesu.

#### Železo
Dodatne informacije: presnova človeškega železa, dodatek železa in pomanjkanje železa
fotografija hrane v naslovu
Ovsena kaša z borovnicami, opečeni mandlji in mandljevo mleko; eno pakiranje instant ovsene kaše vsebuje 8,2 mg (1 / 8gr) železa. [235]
V nekaterih primerih so lahko tudi železo in stanje cinka veganov zaskrbljujoče zaradi omejene biološke uporabnosti teh mineralov. [27] Obstajajo pomisleki glede biološke uporabnosti železa iz rastlinskih živil, za katerega nekateri raziskovalci domnevajo, da so 5–15 odstotkov v primerjavi z 18 odstotki iz nevegetarijanske prehrane. [236] Anemija zaradi pomanjkanja železa se pogosto pojavlja pri nevegetarjih kot pri vegetarijanci, čeprav so študije pokazale, da so zaloge železa v vegetarijanci nižje [237].
al. pišejo, da je zaradi nižje biološke uporabnosti železa iz rastlinskih virov Odbor za prehrano in prehrano Nacionalne akademije znanosti ustanovil ločeno RDA za vegetarijance in vegane po 14 mg ()gr) za moške vegetarijance in ženske po menopavzi ter 33 mg ( ½ gr) pri ženskah pred menopavzo, ki ne uporabljajo peroralnih kontraceptivov. [238] Dopolnila je treba uporabljati previdno po posvetovanju z zdravnikom, ker se lahko železo kopiči v telesu in povzroči poškodbe organov. To še posebej velja za vse, ki imajo hemohromatozo, kar je relativno pogosto stanje, ki lahko ostane nediagnosticirano. [239]
Med jedilnimi vegani z visoko vsebnostjo železa spadajo soja, melasa iz črnega traku, črni fižol, leča, čičerka, špinača, tempeh, tofu in fižol v limi. Absorpcija železa se lahko poveča tako, da hkrati zaužijete vir vitamina C [242], kot je pol skodelice cvetače ali pet tekočih unč pomarančnega soka. Kava in nekateri zeliščni čaji lahko zavirajo absorpcijo železa, prav tako pa tudi začimbe, ki vsebujejo tanine, kot so kurkuma, koriander, čili in tamarinda.

#### Omega-3 maščobne kisline, jod
Alfa-linolenska kislina (ALA), omega-3 maščobne kisline, najdemo v orehih, semenih in rastlinskih oljih, kot so olje oljne ogrščice in laneno olje. [243] EPA in DHA, druge primarne maščobne kisline omega-3, najdemo le v živalskih proizvodih in algah. [244] Jodovo dopolnilo je morda potrebno za vegane v državah, kjer sol ni tipično jodirana, kjer je jodirana na nizkih ravneh, ali kjer se, kot v Veliki Britaniji in na Irskem, pri dobavi joda uporabljajo mlečni izdelki zaradi nizkih ravni v tleh. 245] Jod je mogoče pridobiti iz veganskih multivitaminov ali redne porabe morskih alg, kot je alg. [246]

### Zdravstvene raziskave
Od leta 2014 je bilo malo raziskav strogih v primerjavi s omnivornimi, vegetarijanskimi in veganskimi dietami, zaradi česar je bilo težko ugotoviti, ali lahko koristi za zdravje, ki jih pripisuje veganstvu, veljajo tudi za vegetarijansko prehrano ali prehrano, ki vključuje zmerno uživanje mesa.
V predhodnih kliničnih raziskavah so veganske diete zmanjšale tveganje za sladkorno bolezen tipa 2, visok krvni tlak, debelost in ishemično bolezen srca. [247] [248] [249] [250] Sistematični pregled iz leta 2016 iz opazovalnih študij vegetarijancev je pokazal zmanjšanje indeksa telesne mase, skupnega holesterola, LDL holesterola in glukoze, kar lahko kaže na manjše tveganje za ishemične bolezni srca in raka, vendar nima vpliva na smrtnost, bolezni srca in ožilja, cerebrovaskularne bolezni in smrtnost zaradi raka. [251]
Odprava vseh živalskih proizvodov lahko poveča tveganje pomanjkanja vitaminov B12 in D, kalcija in omega-3 maščobnih kislin. [27] Pomanjkanje vitamina B12 se pojavlja pri do 80% veganov, ki se ne dopolnjujejo z vitaminom B12. [252] Vegani so lahko izpostavljeni nizki mineralni gostoti kosti brez dodatkov. [27] Pomanjkanje B12 zavira normalno delovanje živčnega sistema. [253] [254]

### Strokovna in vladna združenja
Ameriška akademija prehrane in dietetike in dietetikov Kanade navaja, da so pravilno načrtovane veganske prehrane primerne za vse življenjske faze, vključno z nosečnostjo in dojenjem. [255] Kažejo, da je vegetarijanska prehrana lahko pogostejša pri mladostnikih z motnjami hranjenja, vendar pa lahko njeno sprejetje služi za prikrivanje motnje, ne pa za povzročanje motenj. Avstralski nacionalni svet za zdravje in medicinske raziskave prav tako priznava dobro načrtovano vegansko prehrano, ki je smiselna za vse starosti. [256] [257] [258] Britanska nacionalna zdravstvena služba Eatwell Plate omogoča popolnoma prehrano na rastlinski osnovi, [259] kot tudi MyPlate Ministrstva Združenih držav za kmetijstvo (USDA). [260] [261] USDA omogoča tofu, da nadomesti meso v programu nacionalnega šolskega kosila. [198] Nemško združenje za prehrano ne priporoča veganske prehrane za dojenčke, otroke in mladostnike ali za nosečnice ali doječe ženske. [26]

### Nosečnost, dojenčki in otroci
Kanadska akademija prehrane in dietetike in dietetike meni, da je dobro načrtovana vegetarijanska in veganska prehrana "primerna za posameznike v vseh fazah življenjskega cikla, vključno z nosečnostjo, dojenjem, otroštvom, adolescenco in športniki". [262] Nemško združenje za prehrano je leta 2011 opozorilo proti veganski prehrani za nosečnice, dojenčke in otroke [26]. Stališče kanadske pediatrične družbe je, da "dobro načrtovana vegetarijanska in veganska prehrana s primerno pozornostjo do specifičnih sestavin hranil lahko zagotovi zdrav alternativni način življenja v vseh fazah fetalne, dojenčke, otroke in mladostnikov. Pozornost je treba posvetiti vnosu hranil. zlasti beljakovine, vitamine B12 in D, esencialne maščobne kisline,železo, cink in kalcij. [263]
Glede na sistematični pregled iz leta 2015 je na voljo malo dokazov o vegetarijanskih in veganskih dietah med nosečnostjo, pomanjkanje randomiziranih študij pa je pomenilo, da učinkov prehrane ni mogoče razlikovati od zmedenih dejavnikov. [264] Ugotovil je: "V teh mejah se lahko vegansko-vegetarijanske prehrane štejejo za varne v nosečnosti, pod pogojem, da se upošteva zahteve glede vitaminov in elementov v sledovih." [264] Dnevni vir vitamina B12 je pomemben za nosečnice in doječe vegane. je vitamin D, če obstajajo pomisleki glede nizke izpostavljenosti soncu. [u] Drugačna ocena je pokazala, da so noseči vegetarijanci porabili manj cinka kot nosečnice, ki niso vegetarijanci, pri vnosu obeh skupin pod priporočene ravni; Vendar pa pregled ni pokazal pomembne razlike med skupinami v dejanskih nivojih cinka v telesnih tkivih, niti ni vplival na obdobje brejosti ali porodno težo. [266]
Raziskovalci so poročali o primerih pomanjkanja vitamina B12 pri materah v obdobju laktacije, ki so bile povezane z pomanjkljivostmi in nevrološkimi motnjami pri njihovih otrocih. [267] [268] Pri jemanju dodatkov med nosečnostjo se je treba posvetovati z zdravnikom ali registriranim dietetikom. [269] [270]
Veganske prehrane so pritegnile negativno pozornost medijev zaradi primerov prehranskih pomanjkljivosti, na katere so opozorila sodišča, vključno s smrtjo otroka na Novi Zelandiji leta 2002 zaradi hipokobalaminemije, tj. Pomanjkanja vitamina B12.

## Osebni predmeti
Vegani nadomestijo izdelke za osebno nego in gospodinjska čistila, ki vsebujejo živalske proizvode, z izdelki, ki so veganski, kot je veganska zobna nitka iz bambusovih vlaken. Sestavine živali so vseprisotne, ker so relativno poceni. Ko se živali zakoljejo za meso, se ostanki ostankov spravijo skozi postopek predelave, nekateri materiali, zlasti maščobe, pa se uporabljajo v toaletnih izdelkih.
Skupne živalske sestavine so: loj v milu; kolagenski glicerin, ki se uporablja kot mazivo in vlažilec v številnih izdelkih za nego las, vlažilcih, penah za britje, milah in zobnih pastah; lanolin iz ovčje volne se pogosto nahaja v balzamu za ustnice in vlažilcih; stearinska kislina je običajna sestavina v kremah za obraz, peni za britje in šamponih (kot pri glicerinu, je lahko rastlinska, vendar običajno živalska); Mlečna kislina, alfa-hidroksi kislina, pridobljena iz živalskega mleka, se uporablja v vlažilcih; alantoin - iz rastline goveda ali kravjega urina - najdemo ga v šamponih, vlažilcih in zobni pasti; [271] in karmin iz žuželk, kot je ženska košeniljka, se uporablja v hrani in kozmetiki za proizvodnjo rdečih in roza odtenkov; ] [273]
Živalske sestavine A do Z (2004) in Veganissimo A do Z (2013) navajajo, katere sestavine so lahko pridobljene iz živali. Logotip družbe Vegan Society in logo podjetja PETA o zajčku pomeni, da je izdelek certificiran vegan, ki ne vključuje preskusov na živalih. Logotip Leaping Bunny ne pomeni preskusa na živalih, vendar morda ni vegan. [274] [275] Merila Veganske družbe za certificiranje veganov so, da izdelek ne vsebuje živalskih proizvodov in da niti končni izdelek niti njegove sestavine niso bile testirane na živalih s strani proizvajalca ali v imenu proizvajalca ali s strani katerega koli proizvajalca, ki ga nadzoruje proizvajalec. Njena spletna stran vsebuje seznam certificiranih izdelkov, [147] [276], prav tako kot Avstralija Choose Free Cruelty Free (CCF). [277]
Beauty Without Cruelty, ustanovljena leta 1959 kot dobrodelna ustanova, je bila ena prvih proizvajalcev in izdajateljev certifikatov za izdelke za osebno nego brez živali. [278] Več mednarodnih podjetij proizvaja izdelke brez živali, vključno z oblačili, čevlji, modnimi izdelki in svečami. [279]
Vegani se izogibajo oblačilom, ki vključujejo svilo, volno (vključno z jagnječo volno, škarje, kašmir, angora, moher in številne druge fine volne), krzno, perje, biseri, živalske barve, usnje, kačo in katero koli drugo vrsto kože živalski proizvod. Večina usnjenih oblačil je narejena iz kravjih kož. Vegani menijo, da je nakup usnja, zlasti krav, finančna podpora za mesno industrijo [280]: 115 Vegani lahko nosijo oblačila in dodatke iz materialov, ki niso pridobljeni iz živali, kot so konoplja, lan, bombaž, platno, poliester , umetno usnje (pleather), guma in vinil [280]: 16 Usnjene alternative lahko prihajajo iz materialov, kot so pluta, piña (iz ananasa) in gobje usnje. [281] [282]

## Filozofija
Etično veganstvo temelji na nasprotovanju vrstizmu, dodelitvi vrednosti posameznikom na podlagi vrstsama. V okviru teorije o pravicah živali so vključeni utilitaristični, protekcionistični pristop, ki si prizadeva za izboljšanje pogojev za živali. Prav tako se nanaša na abliciranje na podlagi pravic, ki skuša končati človeško lastništvo nad ne-ljudmi. Abolicisti trdijo, da protekcionizem služi samo temu, da javnost čuti, da je uporaba živali lahko moralno neproblematična (položaj »srečnega mesa«). [20]: 62–63 [283]
Profesor prava Gary Francione, abolicionist, trdi, da bi morala vsa čuteča bitja imeti pravico, da jih ne obravnavajo kot lastnino, in da mora biti sprejetje veganstva osnova za vsakogar, ki verjame, da imajo ne-ljudje notranjo moralno vrednost. ]: 62 Filozof Tom Regan, tudi teoretik pravic, trdi, da živali imajo vrednost kot "subjekti-od-življenja", ker imajo prepričanja, želje, spomin in sposobnost, da začnejo ukrepati za uresničevanje ciljev. Pravo subjektov življenja, ki ne smejo biti oškodovani, lahko prekličejo druga moralna načela, vendar Regan trdi, da užitek, udobje in ekonomski interesi kmetov niso dovolj tehtni. [285] Filozof Peter Singer, protekcionist in utilitarist, trdi, da ni nobenega moralnega ali logičnega upravičenja, če ne bi šteli trpljenja živali kot posledico pri sprejemanju odločitev in da bi bilo treba ubijanje živali zavrniti, razen če je to potrebno za preživetje. [286] Kljub temu piše, da je "etično razmišljanje lahko občutljivo na okoliščine" in da "ni preveč zaskrbljen zaradi nepomembnih kršitev".
Argument, ki ga je predlagal Bruce Friedrich, tudi protekcionist, meni, da strogo upoštevanje veganstva škoduje živalim, saj se osredotoča na osebno čistost, namesto da ljudi spodbuja, da se odrečejo kakršnim koli živalskim proizvodom, ki jih lahko [288]. Za Francione je to podobno trditvi, da ker se kršitve človekovih pravic ne morejo nikoli odpraviti, ne smemo braniti človekovih pravic v situacijah, ki jih obvladujemo. Z neuspešnim vprašanjem strežnika, ali nekaj vsebuje živalske proizvode, poudarjamo, da so moralne pravice živali stvar udobja, trdi. Iz tega sklepa, da protekcionistični položaj ne uspe na lastne konsekvencialistične izraze [20]: 72–73
Filozof Val Plumwood je trdil, da je etično veganstvo "subtilno osredotočeno na človeka", primer tega, kar je poimenovala "človeški / naravni dualizem", ker človeštvo gleda kot ločeno od ostale narave. Etični vegani želijo priznati nečloveke v kategorijo, ki si zasluži posebno zaščito, namesto da bi priznavali "ekološko vpetost" vseh. [289] Plumwood je zapisal, da je živalska hrana lahko "nepotrebno zlo" z vidika potrošnika, ki "črpa iz celotnega planeta za prehranske potrebe" - in močno nasprotuje tovarniškemu kmetovanju - ampak za vsakogar, ki se zanaša na veliko manjši ekosistem, je zelo težko ali nemogoče biti vegan. [290]
Bioetik Ben Mepham [291] v svojem pregledu knjige Francioneja in Garnerja o razpravi o pravicah živali: ukinitev ali uredba ?, ugotavlja, da "če je cilj etike izbrati prav ali najboljši ukrep v posebnih okoliščinah", Glede na to, da je "upoštevano", je sporno, da je spoštovanje takšne absolutistične agende poenostavljeno in odprto za resna samo-protislovja. Ali, kot pravi Farlie, z značilnim pragom: "sklepati, da je veganstvo" edini etični odziv ", je, da velik skok v zelo blatno ribnik. «[292] Kot primere navaja škodljive učinke na živalske živali, ki izhajajo iz kmetijskih praks, potrebnih za ohranitev veganske prehrane, in etično protislovje, ki daje prednost dobrobiti udomačenih živali, vendar ne divje živali; neravnovesje med viri, ki se uporabljajo za spodbujanje dobrega počutja živali, in tistimi, ki so namenjeni lajšanju trpljenja približno ene milijarde ljudi, ki so podvrženi podhranjenosti, zlorabi in izkoriščanju; poudarek na odnosih in razmerah v zahodnih razvitih državah, pri čemer se ne upoštevajo pravice in interesi družb, katerih gospodarstvo, kultura in v nekaterih primerih preživetje temeljijo na simbiotičnem odnosu z živalmi. [292]
David Pearce, transhumanistični filozof, je trdil, da ima človeštvo "hedonističen imperativ", da se ne samo izogne krutosti do živali ali odpravi lastništvo nad živalmi, ampak tudi preoblikuje svetovni ekosistem tako, da trpljenje divjih živali preneha obstajati. [293] [294] [295] V prizadevanju, da bi odpravil trpljenje, Pearce spodbuja odpravo predatorjev med živalmi in "medvrstni globalni analog socialne države". [296] [295] [297] Regulacija plodnosti bi lahko ohranila populacije rastlinojedih na trajnostni ravni, "bolj civilizirano in sočutno politično možnost kot lakota, plenjenje in bolezen" [298]. Vedno več veganov in vegetarijancev v transhumanističnem gibanju je bilo deloma pripisano Pearcejevemu vplivu. [299]
Naraščajoča politična filozofija, ki vključuje veganstvo kot del svoje revolucionarne prakse, je veganarhizem, ki išče "popolno odpravo" ali "skupno"
osvoboditev "za vse živali, vključno z ljudmi. Veganarhisti opredeljujejo državo kot nepotrebno in škodljivo za živali, tako človeške kot nečloveške, in zagovarjajo sprejetje veganskega življenjskega sloga v družbi brez državljanstva. Ta izraz je bil populariziran leta 1995 z Brianom A Dominickova brošura Osvoboditev živali in družbena revolucija, opisana kot "veganska perspektiva anarhizma ali anarhističnega pogleda na veganstvo". [300] Neposredna akcija je običajna praksa med veganarhisti (in anarhisti na splošno) s skupinami, kot je Fronta za osvoboditev živali (ALF) ) in Revolucionarne celice - Brigada za osvoboditev živali (RCALB), ki se pogosto ukvarjajo s takšnimi dejavnostmi, včasih kriminalno, za doseganje svojih ciljev.
Nekateri ekstremni sekti veganov prav tako zajemajo filozofijo protinatalizma, saj vidijo, da sta obe dopolnjujoči se v smislu "zmanjševanja škode" za živali in okolje [301].

### Okoljsko veganstvo
Okoljski vegani se osredotočajo na ohranjanje, zavračajo uporabo živalskih proizvodov ob predpostavki, da so ribolov, lov, lov s pastmi in kmetovanje, zlasti tovarniško kmetovanje, okoljsko nevzdržni. Leta 2010 je Paul Watson iz združenja Sea Shepherd Conservation Society imenoval prašiče in piščance "glavne vodne plenilce", ker živina uživa 40 odstotkov ujetih rib [22]. Od leta 2002 so vse ladje Sea Shepherd veganske zaradi okoljskih razlogov. Ta posebna oblika veganstva usmerja svoj način življenja na to, kako imeti trajnosten način življenja brez uživanja živali. [302]
V skladu s poročilom Organizacije Združenih narodov za prehrano in kmetijstvo iz leta 2006, z živo dolgim sencem, je bilo leta 1999 na svetu proizvedenih 222 milijonov ton mesa [303]. Poročilo navaja, da je približno 26 odstotkov zemeljske površine planeta posvečeno paši živine. [304] V Združenih državah Amerike vsako leto za prehrano ljudi umre deset milijard kopenskih živali, leta 2005 pa je bilo na svetovni ravni ubitih 48 milijard ptic. [305] [306]
V poročilu ZN je bilo tudi ugotovljeno, da živinoreja (večinoma krav, piščancev in prašičev) vpliva na zrak, zemljo, zemljo, vodo, biotsko raznovrstnost in podnebne spremembe. [307] Živina je leta 2002 porabila 1174 milijonov ton hrane, od tega 7,6 milijona ton ribje moke in 670 milijonov ton žit, tretjino svetovne žetve žit, leta 2001 pa je porabilo 45 milijonov ton korenin in zelenjave ter 17 milijonov ton stročnic. [308] Od leta 2006 je industrija živinoreje predstavljala devet odstotkov antropogenih emisij ogljikovega dioksida, 37 odstotkov metana, 65 odstotkov dušikovega oksida in 68 odstotkov amoniaka. Živalski odpadki so letno izpustili 30 milijonov ton amoniaka, ki je vključen v proizvodnjo kislega dežja. [309] [310] Študija iz leta 2017, objavljena v reviji Carbon Balance and Management, je ugotovila, da so svetovne emisije metana v kmetijstvu za 11% višje od prejšnjih ocen, ki temeljijo na podatkih Medvladnega foruma o podnebnih spremembah [311]. Študija iz junija 2018, objavljena v reviji Science, je trdila, da bi lahko samo sprejetje prehrane na rastlinski osnovi v Združenih državah zmanjšalo emisije toplogrednih plinov za 61% na 73%, globalno sprejetje veganske prehrane pa bi zmanjšalo uporabo kmetijskih zemljišč za 75%. %. [312]
Veganska prehrana je verjetno največji način za zmanjšanje vpliva na planet Zemljo, ne le na toplogredne pline, ampak tudi na globalno zakisljevanje, evtrofikacijo, rabo tal in rabo vode. To je veliko večja od rezanja na vaših letih ali nakupa električnega avtomobila.
—Joseph Poore, zmanjšanje vpliva hrane na okolje prek proizvajalcev in potrošnikov; Univerza v Oxfordu, Velika Britanija, 2018. [313]
V poročilu ZN o oceni vplivov porabe in proizvodnje na okolje iz leta 2010 je bilo navedeno, da živalski proizvodi "na splošno zahtevajo več virov in povzročajo višje emisije kot alternative na rastlinski osnovi". [314]: 80 Predlagal je premik od živalskih proizvodov do zmanjšanja okoljska škoda. [315] Študija Cornell University iz leta 2007 je ugotovila, da vegetarijanske prehrane uporabljajo najmanj zemljišča na prebivalca, vendar zahtevajo višjo kakovost zemljišč, kot je potrebno za prehrano živali. [316] Študija iz leta 2015, objavljena v reviji Science of the Total Environment, je ugotovila, da je mogoče veliko izgubo biotske raznovrstnosti pripisati naraščajočemu povpraševanju po mesu, ki je pomemben dejavnik krčenja gozdov in uničevanja habitatov, pri čemer so habitati, bogati z živalmi, spremenjeni v kmetijstvo za živinorejo. 317] Študija World Wildlife Fund iz leta 2017 je ugotovila, da je 60% izgube biotske raznovrstnosti mogoče pripisati obsežnemu obsegu pridelovanja krmnih rastlin, ki je potreben za odlaganje več deset milijonov domačih živali, kar povzroča ogromno obremenitev naravnih virov, kar povzroča veliko izgubo zemljišč in vrst. [318] Živina predstavlja 60% biomase vseh sesalcev na zemlji, sledijo ji ljudje (36%) in divji sesalci (4%). Kar zadeva ptice, je 70% udomačenih, kot je perutnina, medtem ko je samo 30% divje. [319]
320] Novembra 2017 je 15.364 svetovnih znanstvenikov podpisalo opozorilo za človeštvo, ki je med drugim zahtevalo "spodbujanje prehranjevalnih premikov v smeri večinoma rastlinskih živil". [321] Glede na študijo o znanosti v juliju 2018 se bo poraba mesa povečala zaradi rasti prebivalstva in naraščajočega bogastva, kar bo povečalo emisije toplogrednih plinov in dodatno zmanjšalo biotsko raznovrstnost. [322]
Poročilo iz leta 2018, objavljeno v PNAS, je trdilo, da bi kmetje v Združenih državah lahko vzdrževali več kot dvakrat toliko ljudi, kot jih imajo zdaj, če bi opustili vzrejo domačih živali za prehrano ljudi in se namesto tega osredotočili na rastoče rastline. [323]

### Feministično veganstvo
Eden od vodilnih aktivistov in raziskovalcev feminističnih pravic živali je Carol J. Adams. Njeno premierno delo, Seksualna politika mesa: feministično-vegetarijanska kritična teorija (1990), je sprožilo gibanje v pravicah živali, ko je opozorila na odnos med feminizmom in porabo mesa. Od izdaje The Sexual Politics of Meat, je Adams objavil več drugih del, vključno z eseji, knjigami in osrednjimi naslovi. V enem od svojih govorov: »Zakaj feministka-vegan zdaj?« [324], ki je bila izpeljana iz njenega prvotnega naslova na konferenci »Minding Animals« v Newcastlu v Avstraliji (2009), je navedeno, da je »ideja, da obstaja povezava med Feminizem in vegetarijanstvo sta ji oktobra 1974 pokazala, da je koncept feminističnega veganstva prisoten že skoraj pol stoletja. Drugi avtorji so prav tako vzporedili Adamsove ideje in jih razširili. Angella Duvnjak v članku »Pridruževanje točkam: nekaj razmišljanj o feministično-veganski politiki in izbiri« navaja, da je bila zoperstavljena povezavam feminističnih in veganskih idealov, čeprav se ji je zdelo, da je povezava več kot očitna in drugim znanstvenikom (2011) [325] Drugi znanstveniki razpravljajo o povezavah med feminizmom, kot je Carrie Hamilton, ki povezuje spolne delavce in reproduktivne pravice živali. [326] Mnogi drugi učenjaki feministične veganske filozofije še naprej dodajajo argumente, ki so jih prinesli Adams, Duvnjak in Hamilton.
Vzporednice z zlorabo živali in ljudi
Nekateri od glavnih konceptov feminističnega veganstva je povezava med nasiljem in zatiranjem živali. Na primer, Marjorie Spiegal primerja uživanje ali suženjstvo živali za človeške dobičke s suženjstvom. [325] Živali se kupujejo pri rejcu, ki se uporablja za osebno korist - bodisi za nadaljnjo vzrejo ali ročno delo - in se nato zavrže, najpogosteje kot hrana. Ta kapitalistična uporaba živali za osebno korist je ostala močna kljub delu aktivistov za pravice živali in prijaznih feministk.
Podobni pojmi, ki kažejo na živali, kot so na primer ribe, se danes počutijo manj bolečine, kot opravičilo za krutost živali. [325] Vendar pa feministična stran argumenta kaže, da ni racionalizacije za obravnavanje živalskih živali z manjšim spoštovanjem kot človeška življenja, čeprav je mogoče preveriti teorijo, da so živali manj sposobne bolečine.
Druga povezava med feminizmom in veganizmom je vzporednica nasilja nad ženskami ali pripadniki drugih manjšin in nasilje nad živalmi. Aktivisti za pravice živali tesno povezujejo krutost živali z feminističnimi vprašanji. Ta povezava se še bolj odraža v tem, da se živali, ki se uporabljajo za vzrejne prakse, primerjajo s žrtvami trgovine z ljudmi in migranti s spolnimi delavci. [326] Hamilton poudarja, da nasilni "posiljevalci včasih kažejo obnašanje, ki se zdi, da je vzrok za pohabljanje živali", kar kaže, da obstaja trend med nasiljem do žrtev posilstva in krutostjo živali, ki jo je prej prikazal posiljevalec. [326]
Povezava z nasiljem pa ni omejena na spolna dejanja. Splošno dejstvo je, da je razširjenost nasilja nad živalmi bolj opredeljena pri psihopatskih motnjah. To zrcaljenje nasilja nad živalmi in nasilje nad šibkejšimi živalmi vodi pionirje feminističnega veganstva, da nakazujejo, da obstaja povezava med nasiljem nad ljudmi in živalmi, ki podpira feministično veganstvo.
Kapitalizem in feministično veganstvo
Drug način, kako se feministično veganstvo nanaša na feministične misli, je preko kapitalističnih sredstev same proizvodnje. Carol J. Adams omenja Barbaro Noske, ki govori o "prehranjevanju mesa kot končnem kapitalističnem proizvodu, ker je za izdelavo izdelka potrebno toliko, da porabi toliko virov". [327] Kapitalizacija virov za proizvodnjo mesa naj bi bila bolje izkoriščena za proizvodnjo drugih živilskih proizvodov, ki imajo manj škodljiv vpliv na okolje.

## Simboli
Več simbolov je bilo razvitih za predstavljanje veganstva. Več se uporablja na potrošniški embalaži, vključno z blagovno znamko Vegan Society [147].in logotip Veganske akcije [274] za označevanje proizvodov brez živalskih sestavin. [328] [329] Člani veganske skupnosti lahko uporabljajo različne simbole, da predstavijo svojo identiteto in v okviru aktivizma za pravice živali, kot je veganska zastava. [330]